# ザービター・ハーン

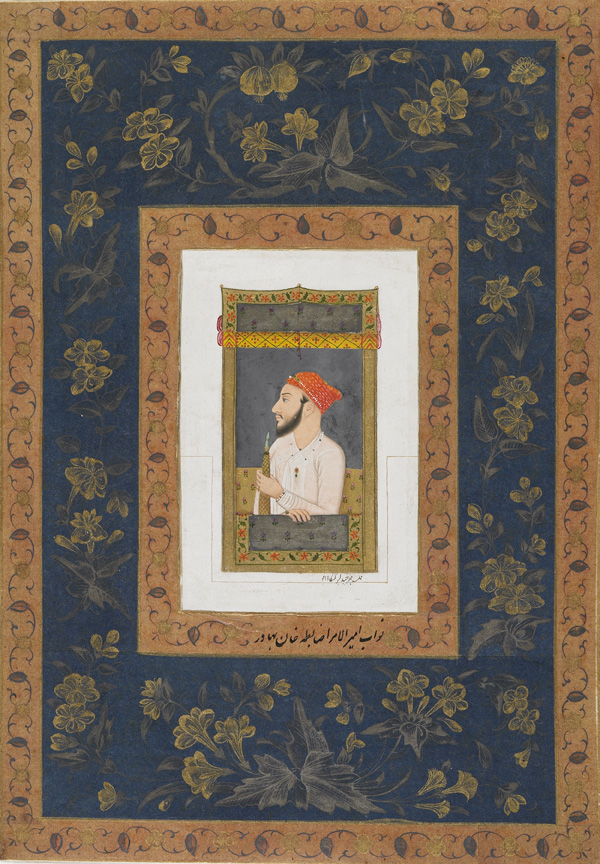
ザービター・ハーン

ザービター・ハーン（Zabita Khan, 生年不詳 - 1785年1月21日）は、北インド、アフガン系ローヒラー族の族長。

## 生涯
ローヒラー族の族長でムガル帝国の実力者であったナジーブ・ハーンの三男として生まれた。
1770年10月、父ナジーブ・ハーンが死ぬと族長の地位を継承し、同時に父が帝国内で保持していた地位も継承した。
その後、ザービター・ハーンは皇帝の家族を保護することに失敗して一時的に失脚したが、1772年12月17日には復職した。
1773年から1774年にかけて行われたローヒラー戦争では、イギリスとアワド太守の連合軍に完敗し、ローヒルカンドの領土を失った。
とはいえ、1776年にザービター・ハーンはサハーランプルにジャーギールを与えられ、1779年1月30日には元の領土を回復したのち、ガーンスガルに定住した。
1785年1月21日、ザービター・ハーンはガーンスガルで死亡し、族長の地位は上の息子グラーム・カーディル・ハーンが継承した。